# Законник Данила I Петровича

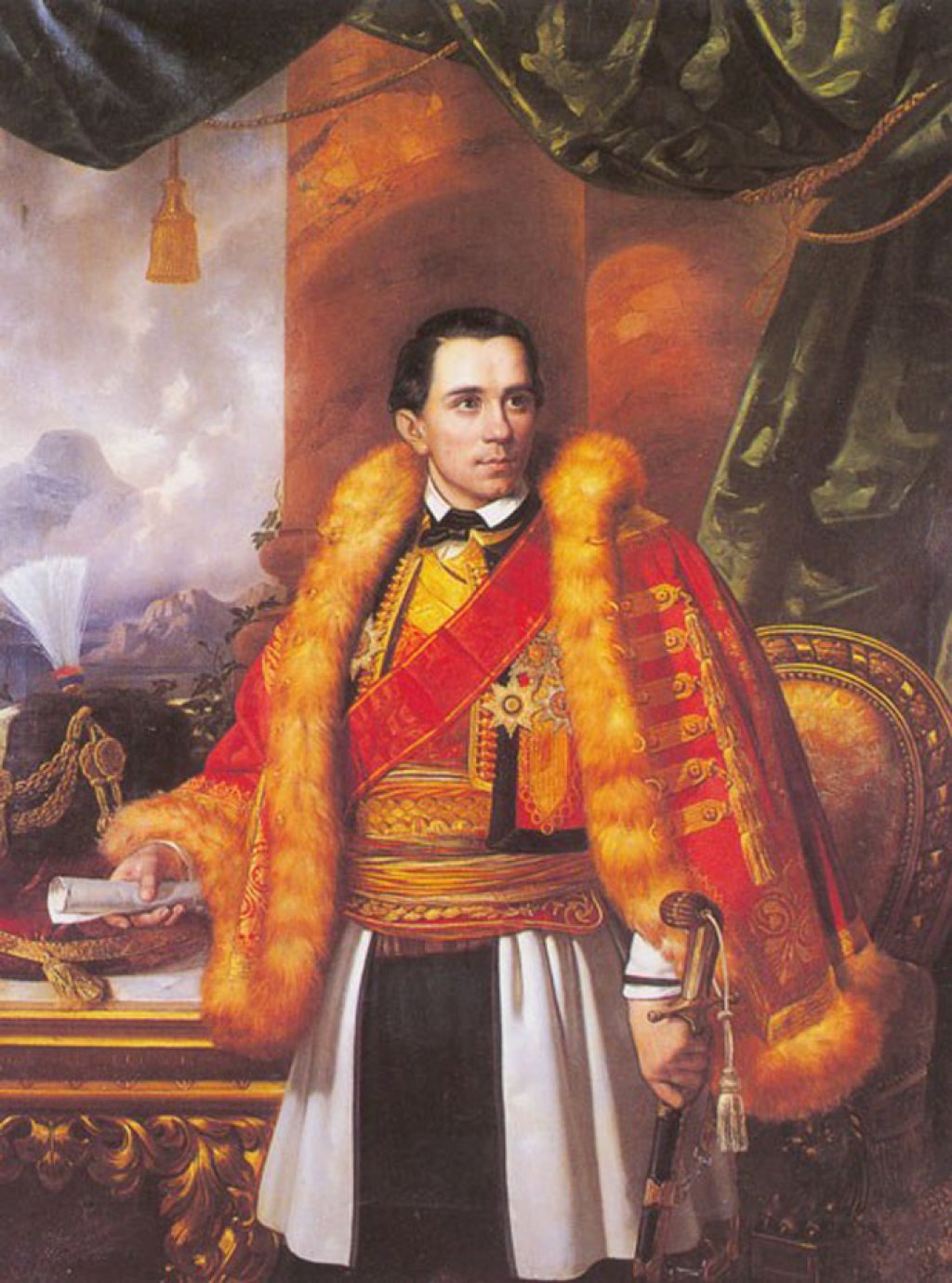
Князь Данило І

Законник Данила І Петровича («Законик Данила І, кнеза и господара слободне Црне Горе и Брдах») або Данилів законник — збірник законів, названий за іменем укладача Данила I Петровича Негоша, першого князя і світського правителя Чорногорії, схвалений 1855 року вищими органами влади Чорногорії — Скупщиною і сенатом.
Джерелами законника князя Данила І були: звичаї чорногорського і сусідніх народів (албанців, герцеговинців, сербів та ін.), з якими чорногорці спілкувалися і торгували; чорногорське звичаєве право; чорногорські законники («Під покровом єдиного прапора» 1796 року, який визначав кордони території Чорногорії; законник митрополита Петра Петровича Негоша 1798 року, 19 статей якого без змін увійшли в Данилів законник, «Закон Вітчизни» 1833, його 3 статті увійшли в Данилів законник без змін), судова практика часів правління Петра II Петровича-Негоша і самого Данила I, їхні накази і розпорядження, деякі укази сенату і князя Данила I щодо внутрішнього устрою Чорногорії, зокрема, «Про заборону деяких колишніх звичаїв під час поховань і святкувань „Слави“», «Про заручини і заміжжя», «Про викрадення жінок», «Про крадіжки» та інші (вони увійшли до кодексу).
Законник князя Данила І складається зі вступної частини, 95 статей і заключної частини.
У порівнянні з джерелами, на основі яких його створено, Законник був всеосяжнішим, містив норми конституції, кримінального, цивільного, міжнародного права, судочинства, повніше регулював правові відносини, громадське, політичне та економічне життя тодішньої Чорногорії.
Важливе значення мали положення «Законника» про рівність усіх жителів Чорногорії перед законом, гарантії і захист їхньої гідності, майна, власності, життя і свобод, засудження за законом, скасування кровної помсти тощо.
Законник князя Данила І застосовувався без змін до прийняття майнового законника (1888), а деякі його статті — до прийняття кримінального законника Чорногорії (1906).